# 日本高校ダンス部選手権
日本高校ダンス部選手権（にほんこうこうダンスぶせんしゅけん）は、高校ダンス部の日本一を決める競技会。
高等学校の部活動（クラブ活動）を対象として2008年（平成20年）に始まったオールジャンルのダンス競技会で、通称”ダンス甲子園”、もしくは"DANCE STADIUM"。産経新聞社及び（一社）ストリートダンス協会が主催し、エースコックの特別協賛により行われている。スポーツ庁と（公財）全国高等学校体育連盟他が後援。
参加条件は認可されたダンス部・同好会のみに限定され、顧問の教諭の同行が必須条件。春・夏・秋・冬と年に4～5回開催される。通称「春高ダンス」「夏高ダンス」「秋高ダンス」「冬高ダンス」「選抜大会」（以下同様に記載）。
地区予選は「北海道」「東北」「関東・甲信越」「東京都」「東海」「京滋・北陸」「近畿」「中国・四国」「九州」「沖縄」の10ブロック。第1回の夏高ダンスでは関西地区のみの開催であったが、第2回からは東日本、西日本に分けて開催され、第4回以降は複数のブロック予選で上位入賞したチームによる全国決勝大会が行われている（第17回以降から全国準決勝大会が新設）。

## 歴史

### 年表
- 2008年（平成20年） - 8月12日、大会開始[2]
- 2011年（平成23年） - 8月、渋谷CCレモンホールにて全国大会実施
- 2012年（平成24年） - 3月、春高ダンスから高校1年生限定による新人戦が実施。7月、地区予選大会を東海地方・北陸地方、九州地方に拡大。8月、全国決勝大会をパシフィコ横浜の会場で実施
- 2013年（平成25年） - 7月、地区予選大会を東北地方に拡大。12月、冬高ダンスから3人1チームによる『スリー・オン・スリー』形式で実施[3]。
- 2014年（平成26年） - 3月、専門誌『DANSTA PRESS Vol.1』発行。7月、地区予選大会を北海道、沖縄に拡大。また公式キャラクター『ダンスタくん』誕生
- 2015年（平成27年） - 8月、出場校の増加と、出場校のレベル上昇に伴い、全国決勝大会をパシフィコ横浜の会場で2日間に拡大[4]。同月、YouTubeチャンネル『ダンススタジアム』を開設。
- 2016年（平成28年） - 3月、第9回春高ダンスより中日本大会が設立。東日本大会、中日本大会、西日本大会の種目がスモールクラス、ビッグクラスに分かれる。8月、大会テーマソングにBeat Buddy Boiの『Firework』を発表
- 2017年（平成29年） - 6月、10周年メモリアルとして若年層に献血を呼び掛ける『Love in Action』とコラボレーションし、春高ダンス特別賞の受賞校が東京国際フォーラムで開催された『LOVE in Action Meeting』に出場した[5]。7月、WEB登録システムの導入[6]
- 2018年（平成30年） - 3月、日本赤十字社が春高ダンスのスペシャルパートナーになる。若年層に献血の大切さを普及。優秀校は6月、東京国際フォーラムで開催のLove in Actionのステージでダンスを披露する。7月、夏高ダンスからビッグクラスの出場人数の上限が40名までと改定
- 2019年（令和元年） - 8月、地区予選大会を四国地方に拡大[7]。11月、横浜アリーナでノンクラスによる『年間チャンピオンを決める選抜大会』形式で選抜大会を実施[8][9]
- 2020年（令和2年） - 4月、大会史上初の開催中止。新型コロナウイルス感染症防止のため春高ダンスの開催を見送りに[10]。6月、大会史上初のビデオ審査実施。夏高ダンス「北海道」「東北」「関東・甲信越」「九州」の4エリア大会が該当[11]。その他の「東海・北陸」「近畿・中国・四国」「沖縄」エリア大会は無観客にて実施。7月、フジテレビとSPORTS BULL（株式会社運動通信社）が「ダンススタジアムTV」（https://sportsbull.fujitv.co.jp/dancestadiumtv）を共同で開設。第13回日本高校ダンス部選手権の無料ライブ配信を実施[12]。8月、大会史上初、全国大会を無観客、全演技のLIVE＆VOD配信を実施[12]。10月、過去3年間に夏の全国大会（夏高ダンス）出場未経験の高校を対象とした大会初の「公式web戦全国大会（秋高ダンス）」を実施。優勝校は、2021年夏の全国大会（夏高ダンス）に無条件で出場資格を授与[13]
- 2021年（令和3年）11月 - YouTubeチャンネル『ダンス甲子園』（フジテレビ運営）を開設[14]。
- 2022年（令和4年） - 8月「中国・四国」「京滋・北陸」エリア新設。
- 2023年（令和5年） - 8月、初めて東海地区の学校が夏高ダンスを制覇。全国大会スモールクラスでは、台風7号の影響で新幹線大幅遅延により13校が開会式に間に合わない騒ぎとなった（高知中央高校は出場辞退）。予定より1時間遅れて全学校のステージを終えた[15][16]。この年に「東京都」エリア新設。
- 2024年（令和6年）– 8月「全国準決勝大会」「全国決勝大会」が制定。全国大会の開催日数が2日間から3日間に変更。
- 2025年（令和7年）– 中居正広・フジテレビ問題の影響で夏の大会でフジテレビが主催者から辞退

## 実施要項

### 夏高ダンス

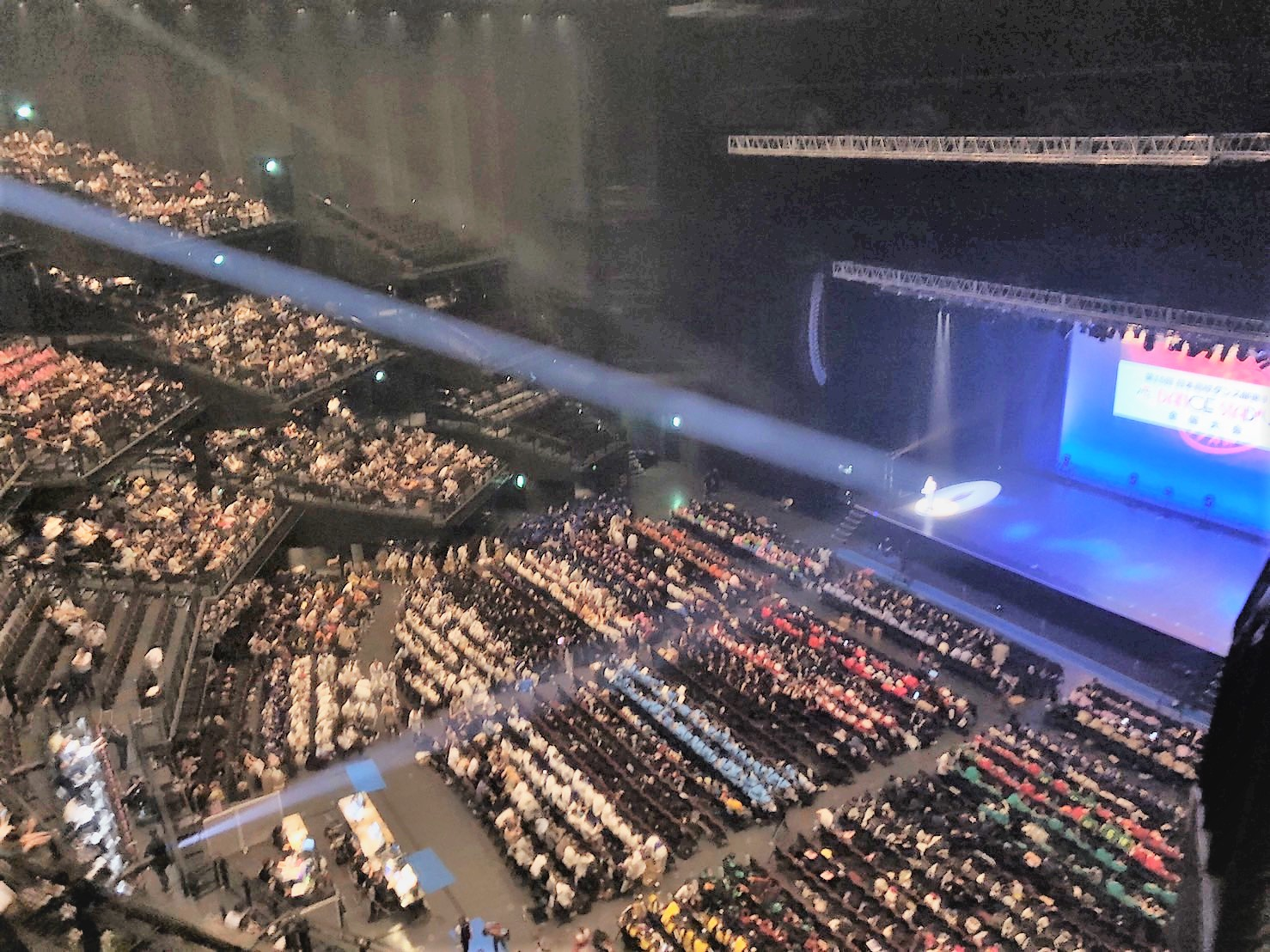
夏高ダンス（全国大会）
8,000人収容の東京ガーデンシアター

- チームは男性、女性、男女混合いずれも可能。
- ダンススタイルはオールジャンル。
- 2人から12人までを『スモールクラス』、13人以上から40人までを『ビッグクラス』として分け、1ステージ2分から2分30秒の間で演技する。規定時間を越える、または満たない演技は減点または失格となる。
- ダンスプログラムには、出場選手の半分以上が同じ振りで踊るユニゾン（合わせ）部分を合計50秒以上取り込むこと。但し、スモールクラス2名で出場の場合は、2名での振りが対象となる。
- 使用する備品（小道具）のセッティングは30秒以内で行う。
- 採点項目は、(1)テクニック（技の精度・ユニゾンの・動きのメリハリ等） (2)コレオグラフィー（振付・構成・フォーメーション等） (3)ビジュアル（衣装・ヘアー・メイク・表情・世界観等） (4)エンターテイメント（演出・アイデア・ショーマンシップ等） (5)音楽（使用音源の選曲・構成・音質等） (6)スペシャリティー（各審査員ごとの全体的総合評価）の6項目で各10点満点で評価。
- 高校生としてのマナー、モラル、および学校関係者の秩序ある言動、行動を重視。演技中の客席への降壇や客席への衣類などの投げ入れなどは減点の対象となり、また高校生らしからぬ動きや発言、減点項目に挙げられている項目でも悪質と判断した場合は失格となる。

### 春高ダンス
- 出場チームのメンバーは高校1年生限定で人数は2名以上。クラス分け、採点項目、減点対象などは夏高ダンスと同様。
- 1ステージ1分30秒から2分の間で演技する。ダンスプログラムには、ユニゾン（合わせ）部分を40秒以上取り込む。
- 使用する備品（小道具）のセッティングは20秒以内で行う。

### 冬高ダンス

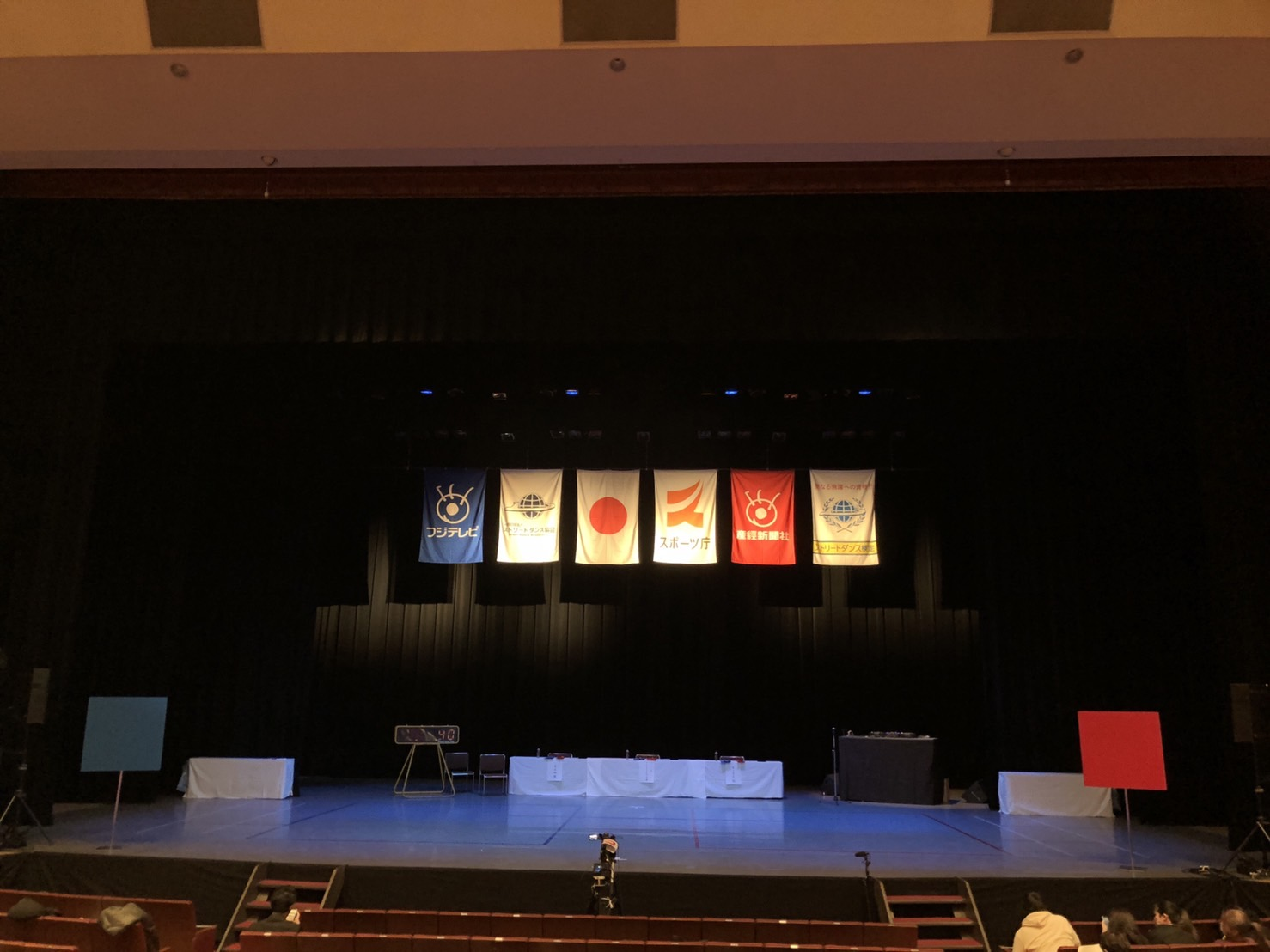
冬高ダンス（バトルトーナメント）
会場は赤と青に分かれた3人VS 3人のバトル形式

- 男性、女性、もしくは男女混合の3人1チームによるトーナメント形式で対戦する。対戦相手は当日の抽選で決定する。
- 1回戦から準決勝前までは自分たちが持ち込んだ曲に合わせて交互に踊る。1ムーブ40秒で各チーム2ムーブずつ行う。
- 準決勝以降はDJが選曲した曲を即興で交互に踊る。
- 準決勝、決勝は各チーム2ムーブずつ、また決勝は各チーム3ムーブずつ行う。
- 審査方法は3名の審査員が多数決により判定。
- 服装は自由。ただし過度な露出は禁止。小道具はヘッドスピン用のヘルメット・帽子のみ使用可。

### 選抜大会

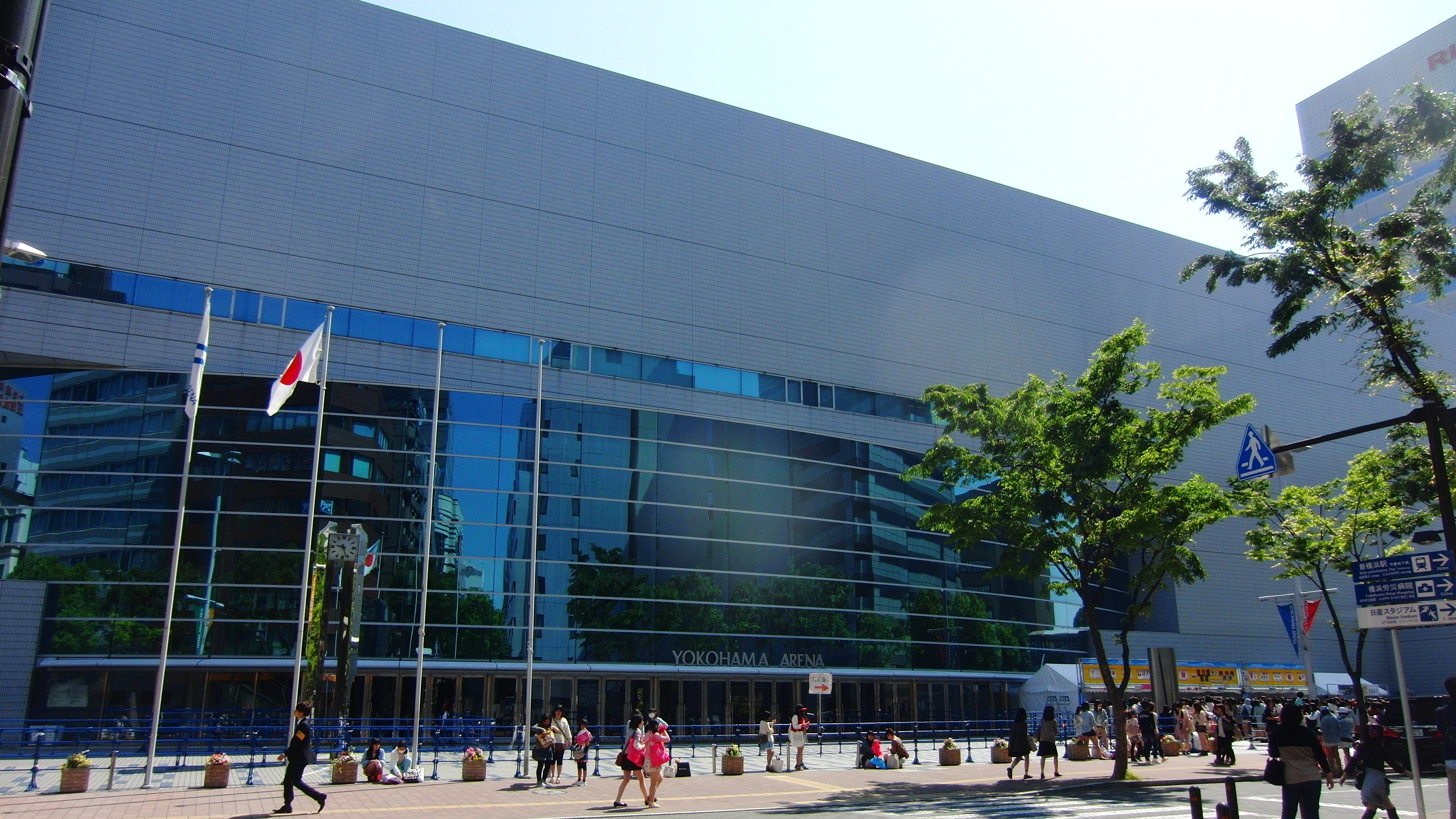
選抜大会
17,000人収容の横浜アリーナ

- クラス分けはノンクラス（スモールクラスやビッグクラスなどのクラス分けなし）[8]。
- 前年冬の大会、直近の春の大会・夏の大会で優秀な成績を修めた学校から30校選抜[8][17]。
- 近年のダンススタジアムでの結果や連続出場などを踏まえてストリートダンス協会が推薦する学校[8]。
- ダンススタジアム以外の大会の優勝校（高校生ダンスコンテスト、高校ストリートダンス選手権、日本ダンス大会、全日本高校生ダンス部コンペティション、全国高等学校ダンス部選手権 ほか）[8]。
- オールジャンル。2分～2分30秒。出場人数は2人以上で上限なし[8]。

### 秋高ダンス
- 直近3年以内に「日本高校ダンス部選手権」夏の公式全国大会において決勝進出経験がない学校を対象（決勝を辞退した場合はこの限りではない）[18]。
- オールジャンルで演技時間1ステージ2分～2分30秒[18]。
- チーム人数は【スモールクラス】2～12名【ビッグクラス】13～40名。チーム数各クラス複数チームのエントリー可（同一人物による複数チームの参加は不可）[18]。
- ユニゾン（出場選手の半分以上が同じ振りで踊る）部分を合計50秒以上取り込む[18]。
- ステージ横16m×奥行7m のエリア内で演技すること[18]。
- 優勝校には次回、夏の公式全国大会の全国大会決勝出場資格を授与される[18]。

## 歴代優勝校

### 夏高ダンス（全国大会）
| 回 | 開催年 | ビッグクラス                                                                              | スモールクラス                                                                                    |
| -- | ------ | ----------------------------------------------------------------------------------------- | ------------------------------------------------------------------------------------------------- |
| 1  | 2008年 | 同志社香里高等学校（大阪）                                                                | 天理高等学校（奈良）                                                                              |
| 2  | 2009年 | 山村学園高等学校（埼玉）【東日本ブロック】 大阪府立三島高等学校（大阪）【西日本ブロック】 | 成城学園高等学校（東京）【東日本ブロック】 天理高等学校（奈良）【西日本ブロック】                 |
| 3  | 2010年 | 桐光学園高等学校（神奈川）【東日本ブロック】 北九州市立高等学校（福岡）【西日本ブロック】 | 神奈川県立百合丘高等学校（神奈川）【東日本ブロック】 四條畷学園高等学校（大阪）【西日本ブロック】 |
| 4  | 2011年 | 同志社香里高等学校（大阪）                                                                | 北九州市立高等学校（福岡）                                                                        |
| 5  | 2012年 | 同志社香里高等学校（大阪）                                                                | 大阪府立箕面高等学校（大阪）                                                                      |
| 6  | 2013年 | 同志社香里高等学校（大阪）                                                                | 大阪府立箕面高等学校（大阪）                                                                      |
| 7  | 2014年 | 大阪府立今宮高等学校（大阪）                                                              | 大阪府立箕面高等学校（大阪）                                                                      |
| 8  | 2015年 | 大阪府立登美丘高等学校（大阪）                                                            | 精華女子高等学校（福岡）                                                                          |
| 9  | 2016年 | 大阪府立登美丘高等学校（大阪）                                                            | 大阪府立箕面高等学校（大阪）                                                                      |
| 10 | 2017年 | 同志社香里高等学校（大阪）                                                                | 大阪府立箕面高等学校（大阪）                                                                      |
| 11 | 2018年 | 同志社香里高等学校（大阪）                                                                | 羽衣学園高等学校（大阪）                                                                          |
| 12 | 2019年 | 帝塚山学院高等学校（大阪）                                                                | 柳川高等学校（福岡）                                                                              |
| 13 | 2020年 | 同志社香里高等学校（大阪）                                                                | 大阪府立箕面高等学校（大阪）                                                                      |
| 14 | 2021年 | 福岡大学附属若葉高等学校（福岡）                                                          | 初芝立命館高等学校（大阪）                                                                        |
| 15 | 2022年 | 大阪府立久米田高等学校（大阪）                                                            | 山村国際高等学校（埼玉）                                                                          |
| 16 | 2023年 | 帝塚山学院高等学校（大阪）                                                                | 愛知工業大学名電高等学校（愛知）                                                                  |
| 17 | 2024年 | 帝塚山学院高等学校（大阪）                                                                | 樟蔭高等学校（大阪）                                                                              |

### 春高ダンス（新人戦）
| 回 | 開催年 | ビッグクラス | スモールクラス |
| -- | ------ | --- | --- |
| 1  | 2012年 | 同志社香里高等学校（大阪） | 同志社香里高等学校（大阪） |
| 2  | 2013年 | 大阪府立箕面高等学校（大阪） | 大阪府立箕面高等学校（大阪） |
| 3  | 2014年 | 千葉敬愛高等学校（千葉）【東日本ブロック】 大阪府立登美丘高等学校（大阪）【西日本ブロック】                                                                                                 | 千葉敬愛高等学校（千葉）【東日本ブロック】 大阪府立登美丘高等学校（大阪）【西日本ブロック】 |
| 4  | 2015年 | 東京都立狛江高等学校（東京）【東日本ブロック】 大阪府立登美丘高等学校（大阪）【西日本ブロック】                                                                                             | 東京都立狛江高等学校（東京）【東日本ブロック】 大阪府立登美丘高等学校（大阪）【西日本ブロック】                                                                                                 |
| 5  | 2016年 | 神奈川県立川和高等学校（神奈川）【東日本ブロック】 桜丘高等学校（愛知）【中日本ブロック】 大阪府立堺西高等学校（大阪）【西日本ブロック】                                                    | 日出高等学校（東京）【東日本ブロック】 静岡県立浜松東高等学校（静岡）【中日本ブロック】 大阪府立箕面高等学校（大阪）【西日本ブロック】                                                          |
| 6  | 2017年 | 神奈川県立川和高等学校（神奈川）【東日本ブロック】 豊田大谷高等学校（愛知）【中日本ブロック】 大阪府立登美丘高等学校（大阪）【西日本ブロック】                                              | 東野高等学校（東京）【東日本ブロック】 桜丘高等学校（愛知）【中日本ブロック】 大阪府立堺西高等学校（大阪）【西日本ブロック】                                                                    |
| 7  | 2018年 | 山村国際高等学校（埼玉）【東日本ブロック】 桜丘高等学校（愛知）【中日本ブロック】 大阪府立登美丘高等学校（大阪）【西日本ブロック】                                                          | 日出高等学校（東京）【東日本ブロック】 三重県立松阪高等学校（三重）【中日本ブロック】 大阪府立堺西高等学校（大阪）【西日本ブロック】                                                            |
| 8  | 2019年 | 千葉敬愛高等学校（千葉）【東日本ブロック】 三重高等学校（三重）【中日本ブロック】 樟蔭高等学校（大阪）【西日本ブロック】                                                                    | 駒澤大学高等学校（東京）【東日本ブロック】 桜丘高等学校（愛知）【中日本ブロック】 箕面高等学校（大阪）【西日本ブロック】                                                                        |
|    | 2020年 | 開催中止 ※新型コロナウイルス感染症防止のため | 開催中止 ※新型コロナウイルス感染症防止のため |
| 9  | 2021年 | 千葉敬愛高等学校（千葉）【東日本ブロック】 三重高等学校（三重）【東海・北陸大会】 大阪府立久米田高等学校(大阪)【近畿・中国・四国大会】 福岡県立福岡講倫館高等学校（福岡）【九州・沖縄大会】 | 目黒日本大学高校（東京）【東日本ブロック】 桜丘高等学校（愛知）【東海・北陸大会】 大阪府立堺西高等学校（大阪）【近畿・中国・四国大会】 常磐高等学校（福岡）【九州・沖縄大会】                   |
| 10 | 2022年 | 東京都立狛江高等学校（東京）【東日本ブロック】 三重高等学校（三重）【東海・北陸大会】 大阪府立汎愛高等学校（大阪）【近畿・中国・四国大会】 鎮西高等学校（熊本）【九州・沖縄大会】           | 宝仙学園高等学校女子部（東京）【東日本ブロック】 桜丘高等学校（愛知）【東海・北陸大会】 京都聖母学院（京都）【近畿・中国・四国大会】 北九州市立高等学校（福岡）【九州・沖縄大会】               |
| 11 | 2023年 | 東京都立狛江高等学校（東京）【東日本ブロック】 三重高等学校（愛知）【東海・北陸大会】 帝塚山学院高等学校（大阪）【近畿・中国・四国大会】 鎮西高等学校（熊本）【九州・沖縄大会】             | 武南高等学校（埼玉）【東日本ブロック】 桜丘高等学校（愛知）【東海・北陸大会】 関西大倉高等学校（大阪）【近畿・中国・四国大会】 久留米市立南筑高等学校（福岡）【九州・沖縄大会】                 |
| 12 | 2024年 | 東京都立狛江高等学校（東京）【東日本ブロック】 桜丘高等学校（愛知）【東海・北陸大会】 大阪府立柴島高等学校（大阪）【近畿・中国・四国大会】 鎮西高等学校（熊本）【九州・沖縄大会】           | 東京都立武蔵村山高等学校（東京）【東日本ブロック】 桜丘高等学校（愛知）【東海・北陸大会】 初芝立命館高等学校（大阪）【近畿・中国・四国大会】 福岡大学附属若葉高等学校（福岡）【九州・沖縄大会】 |
| 13 | 2025年 | 駒澤大学高等学校（東京）【東日本ブロック】 愛知県立昭和高等学校（愛知）【東海・北陸大会】 大阪府立久米田高等学校（大阪）【近畿・中国・四国大会】 鎮西高等学校（熊本）【九州・沖縄大会】     | 目黒日本大学高校（東京）【東日本ブロック】 桜丘高等学校（愛知）【東海・北陸大会】 大商学園高等学校（大阪）【近畿・中国・四国大会】 柳川高等学校（福岡）【九州・沖縄大会】                       |

### 冬高ダンス（バトルトーナメント）
| 回 | 開催年 | 優勝校・チーム名 |
| -- | ------ | --- |
| 1  | 2013年 | 静岡県立浜松東高等学校（静岡）／Fire |
| 2  | 2014年 | 静岡県立浜松東高等学校（静岡）／Fire【東日本ブロック】 上宮高等学校（大阪）／Bang；DAK【西日本ブロック】                                      |
| 3  | 2015年 | 二松學舍大学附属高等学校（東京）／Butterfly effect【東日本ブロック】 上宮高等学校（大阪）／The circle【西日本ブロック】                       |
| 4  | 2016年 | 二松學舍大学附属高等学校（東京）／Butterfly effect【東日本ブロック】 上宮高等学校（大阪）／Loosers【西日本ブロック】                          |
| 5  | 2017年 | 二松學舍大学附属高等学校（東京）／Butterfly effect【東日本ブロック】 京都府立山城高等学校（京都）／majestic【西日本ブロック】                 |
| 6  | 2018年 | 二松學舍大学附属高等学校（東京）／Butterfly effect【東日本ブロック】 京都府立山城高等学校（京都）／ヤマアラシのジレンマ上下【西日本ブロック】 |
| 7  | 2019年 | 二松學舍大学附属高等学校（東京）／チーム二松【東日本ブロック】 鎮西高等学校（熊本）／熊本魂【西日本ブロック】                                 |
| 8  | 2020年 | 二松學舍大学附属高等学校（東京）／チーム二松【東日本ブロック】 大阪府立山本高等学校（大阪）／Phoenix【西日本ブロック】                        |
| 9  | 2021年 | 二松學舍大学附属高等学校（東京）／Butterfly effect【東日本ブロック】 上宮高等学校（大阪）／The Blessed Trinity【西日本ブロック】              |
| 10 | 2022年 | 二松學舍大学附属高等学校（東京）／Butterfly effect【東日本ブロック】 上宮高等学校（大阪）／Boattop【西日本ブロック】                          |
| 10 | 2023年 | 二松學舍大学附属高等学校（東京）／Butterfly effect【東日本ブロック】 大阪暁光高等学校（大阪）／y2mc【西日本ブロック】                         |
| 11 | 2024年 | 二松學舍大学附属高等学校（東京）／Butterfly effect【東日本ブロック】 大阪暁光高等学校（大阪）／y2mc【西日本ブロック】                         |

### 選抜大会（グランプリ決定戦）
| 回 | 開催年 | 優勝校                     |
| -- | ------ | -------------------------- |
| 1  | 2019年 | 光ヶ丘女子高等学校（愛知） |

### 秋高ダンス（ワイルドカードWEB戦）
| 回 | 開催年 | ビッグクラス                     | スモールクラス                       |
| -- | ------ | -------------------------------- | ------------------------------------ |
| 1  | 2020年 | 静岡県立浜松東高等学校（静岡）   | 三重県立松阪工業高等学校（三重）     |
| 2  | 2021年 | 京都聖母学院高等学校（京都）     | 京都文教高等学校（京都）             |
| 3  | 2022年 | 大阪府立三島高等学校（大阪）     | 福岡工業大学附属城東高等学校（福岡） |
| 4  | 2023年 | 広島県立廿日市西高等学校（広島） | 長崎女子商業高等学校（長崎）         |
| 5  | 2024年 | 静岡県立浜松東高等学校（静岡）   | 沖縄県立知念高等学校（沖縄）         |

## 大会記録
- 夏高ダンス
  - ビッグクラス最多優勝回数：同志社香里高等学校（6回）
  - スモールクラス最多優勝回数：大阪府立箕面高等学校（6回）
  - ビッグクラス三連覇：同志社香里高等学校（2011年～2013年）
  - ビッグクラス連覇：大阪府立登美丘高等学校（2015年・2016年）
  - ビッグクラス連覇：同志社香里高等学校（2017年・2018年）
  - ビッグクラス連覇：帝塚山学院高等学校（2023年・2024年）
  - スモールクラス三連覇：大阪府立箕面高等学校（2012年～2014年）[87][88]
  - スモールクラス連覇：大阪府立箕面高等学校（2016年・2017年）
- 春高ダンス
  - 東日本大会・スモールクラス最多優勝回数：目黒日本大学高等学校（旧・日出高等学校）（4回）
  - 東日本大会・ビッグクラス最多優勝回数：東京都立狛江高等学校（4回）
  - 東海大会・スモールクラス最多優勝回数：桜丘高等学校（6回）
  - 東海大会・ビッグクラス最多優勝回数：三重高等学校（4回）
  - 近畿・中国・四国大会・スモールクラス最多優勝回数：大阪府立堺西高等学校（3回）
  - 近畿・中国・四国大会・ビッグクラス最多優勝回数：大阪府立登美丘高等学校（4回）
  - 九州・沖縄大会・ビッグクラス最多優勝回数：鎮西高等学校（4回）
  - 西日本大会連覇：大阪府立登美丘高等学校（2014年・2015年）
  - 東日本大会・スモールクラス連覇：神奈川県立川和高等学校（2016年・2017年）
  - 東日本大会・ビッグクラス連覇：千葉敬愛高等学校（2019年・2021年） ※2020年は大会中止
  - 東日本大会・ビッグクラス三連覇：東京都立狛江高等学校（2022年～2024年）
  - 西日本大会・スモールクラス連覇：大阪府立堺西高等学校（2017年・2018年）
  - 西日本大会・ビッグクラス連覇：大阪府立登美丘高等学校（2017年・2018年）
  - 中日本大会・ビッグクラス四連覇：三重高等学校（2019年・2021年～2023年） ※2020年は大会中止
  - 中日本大会・スモールクラス三連覇：桜丘高等学校（2019年・2021年・2022年） ※2020年は大会中止
  - 九州・沖縄大会・ビッグクラス四連覇：鎮西高等学校（2022年～2025年）
- 冬高ダンス
  - 東日本大会最多優勝回数：二松學舍大学附属高等学校（10回）
  - 西日本大会最多優勝回数：上宮高等学校（5回）
  - 東日本大会十連覇：二松學舍大学附属高等学校（2015年～2024年） ※同校別チーム含む
  - 西日本大会三連覇：上宮高等学校（2014年～2016年） ※同校別チーム含む
  - 西日本大会連覇：京都府立山城高等学校（2017年・2018年） ※同校別チーム含む
  - 西日本大会連覇：上宮高等学校（2021年・2022年） ※同校別チーム含む
  - 西日本大会連覇：大阪暁光高等学校（2023年・2024年） ※同校別チーム含む

## メディア
- フジテレビ、関西テレビほか全国ネット - 特別番組
- フジテレビNEXT - 全国大会生中継
- スカイA - 全出場校のステージを解説付きノーカットオンエア
- 産経新聞 - 新聞特集掲載、ウェブニュース、動画ニュース
- NHK BS1 - 毎年ドキュメント特別番組放送（第58回ギャラクシー賞上期・奨励賞受賞[89]）

## 書籍
- NHK「勝敗を越えた夏2020〜ドキュメント日本高校ダンス部選手権〜」高校ダンス部のチームビルディング（2020年12月28日／星海社／著書・中西朋）[89] ISBN 978-4-06-521663-7